# Huub Flohr
Hubertus Clemens (Huub) Flohr (Groningen, 15 maart 1954) is een Nederlands rooms-katholiek priester en bisschoppelijk vicaris.

## Levensloop

### Jeugd en opleiding
Flohr groeide op als vierde kind in een groot katholiek gezin van dertien kinderen met Indische ouders. Zijn vader werkte bij de NS als machinist, conducteur en later als chef. Op zijn tiende verhuisde hij met het gezin naar Utrecht en ging wonen in de wijk Kanaleneiland. Al op jonge leeftijd wist hij dat hij priester wilde worden. Hij was als kind een tijdje misdienaar en zong in een jongenskoor. Hij ging in 1966 naar het gymnasium aan het RK Lyceum te Venray en bezocht van 1968 tot 1970 het Adelbert College in Wassenaar en Beresteyn in Voorschoten. Hij maakte in 1972 zijn gymnasium af aan het St. Franciscuscollege in Rotterdam. Zijn priesteropleiding volgde hij aan de door de jezuïeten gestichte Pauselijke Universiteit Gregoriana in Rome. Daarna studeerde hij aldaar nog theologie en filosofie. Op 29 januari 1978 wijdde bisschop Simonis hem in de Sint-Theresia van Lisieuxkerk in Den Haag tot diaken en hij werd op 9 oktober 1979  door kardinaal König in de St. Ignatiuskerk in Rome tot priester gewijd. In 1992 volgde hij een studie Kerkelijk Recht aan de Westfaalse Wilhelms-Universiteit in Münster.

### Kerkelijke loopbaan
Flohr was in de jaren tachtig werkzaam als pastor in de Emmaüskerk in Rotterdam-IJsselmonde en de Pius X-kerk in Den Haag-Vrederust. Hierna werd hij studierector van Vronesteyn in Voorburg en was medio jaren negentig lid van de Raad van Toezicht van het Sint Franciscus Gasthuis in Rotterdam. Hij was van 1997 tot 2013 gerechtsvicaris van Bisdom Rotterdam. Van 2002 tot en met 2015 was hij moderator en pastoor van de Sint-Nicolaasparochie in Zoetermeer. Per 1 januari 2016 is hij door Mgr. Van den Hende benoemd tot pastoor van de Sint Christoffelparochie in de regio Rotterdam. Ook is hij moderator van deze parochie.

## Nevenfuncties
Flohr is sinds 2003 docent moraaltheologie aan de Fontys Hogeschool in Amsterdam en aan seminarie Bovendonk in Hoeven. Hij is daarnaast sinds 2013 bisschoppelijk vicaris van bisdom Rotterdam voor de Sociale Leer van de Kerk.